# 249e division d'infanterie
La  249e division d'infanterie (en allemand : 249. Infanterie-Division ou 249. ID) est une des divisions d'infanterie de l'armée allemande (Wehrmacht) durant la Seconde Guerre mondiale.

## Historique
La 249. Infanterie-Division est formée le 22 mars 1945 pour prendre le commandement des unités basées aux Pays-Bas et utilisées pour la surveillance et défense côtière.
Ce nom de division a pour but de simuler des forces plus importante à l'ennemi.

## Organisation

### Commandants
| Date                     | Grade  | Commandant |
| ------------------------ | ------ | ---------- |
| ? mars 1945 - ? mai 1945 | Oberst | Plinzer    |

## Théâtres d'opérations
Pays-Bas : Mars 1945 - Mai 1945

## Ordres de bataille
En tant que Festungs-Kommandant Hoekvan Holland
- Grenadier-Regiment 197 (= Abschnitt Scheveningen)
- Grenadier-Regiment 623 (= Festung Hoek van Holland)
- Grenadier-Regiment 709 (= Festung Hoek van Holland)
- Divisions-Füsilier-Bataillon 249
- Panzerjäger-Abteilung 249

Divisionseinheiten 249